# Koeleria novozelandica
Koeleria novozelandica är en gräsart som beskrevs av Karel Domin. Koeleria novozelandica ingår i släktet tofsäxingar, och familjen gräs. Inga underarter finns listade i Catalogue of Life.